# HD 138268
HD 138268，又名BD-19 4128，SAO 159317、HR 5756，是一颗恒星，视星等为6.22，位于銀經346.54，銀緯28.82，其B1900.0坐标为赤經15h 25m 58.1s，赤緯-19° 28.82′ 22″。